# 薩特爾山
47°41′39″N 11°40′18″E / 47.69422°N 11.67180°E

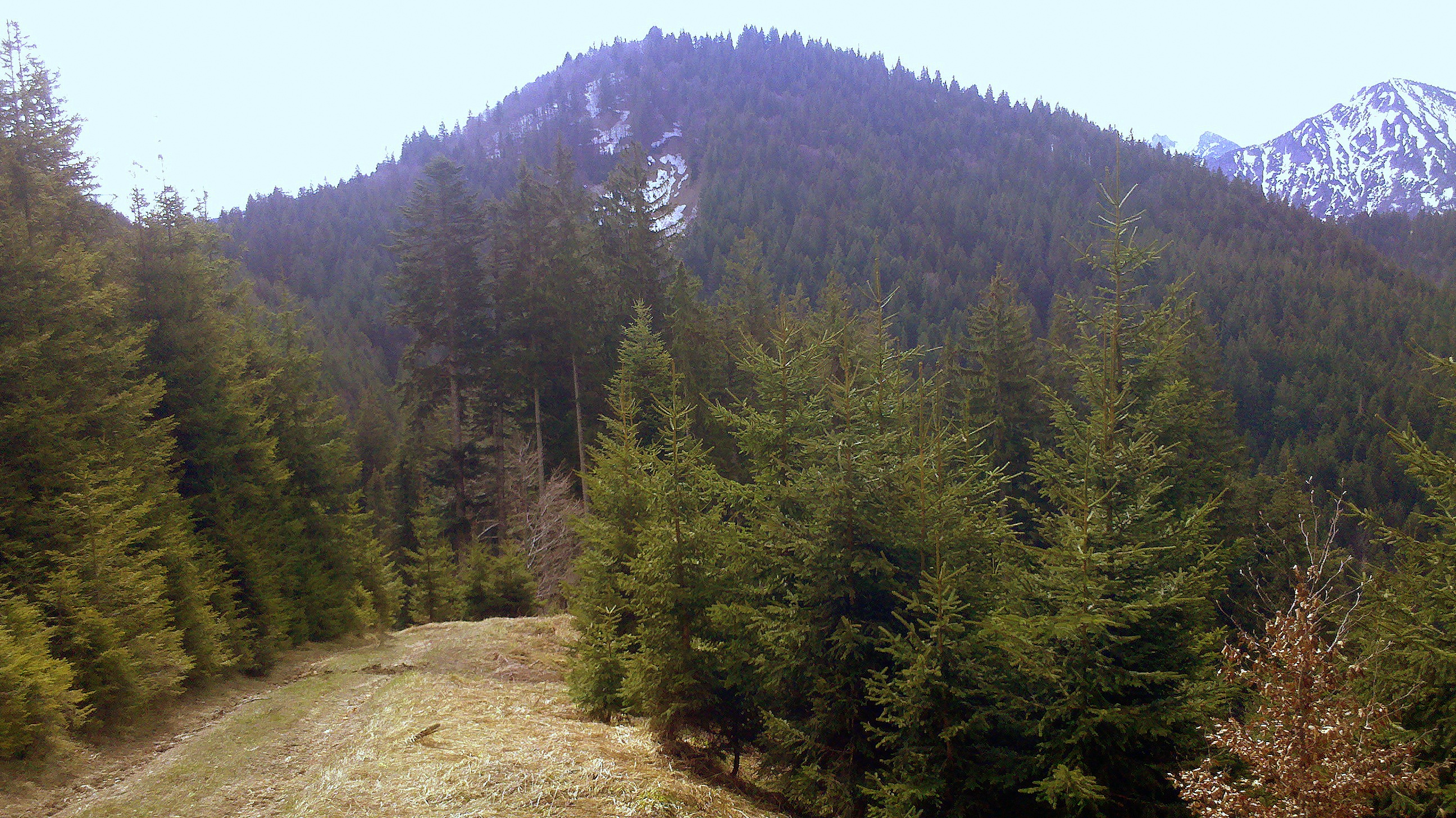

薩特爾山（德語：Sattelkopf），是德國的山峰，位於該國東南部，由巴伐利亞負責管轄，屬於巴伐利亞前阿爾卑斯山脈的一部分，距離胡德山0.6公里，海拔高度1,384米。